# Anton Reicha
Anton (o Antonín o Antoine) Reicha (o Rejcha) (Praga, 26 de febrer de 1770 – París, 28 de maig de 1836) fou un compositor nascut txec i nacionalitzat francès. Va ser flautista en la seua joventut i un influent teòric. Actualment és especialment recordat per la seua contribució a la música per a quintet de vent, i l'experimentació amb mesures imparelles.

## Vida
Va rebre la primera formació musical del seu oncle, Josef Reicha, un virtuós violoncel·lista Reicha va traslladar-se a Bonn amb la seua família el 1785, on va ser intèrpret de flauta a la Hofkapelle sota la direcció del seu oncle i del mestre de capella Andrea Luchesi al costat del llavors jove violista Ludwig van Beethoven, que va esdevenir el seu amic durant tota la vida. Després de cinc anys a Hamburg i dos a París, Reicha va instal·lar-se a Viena el 1801, on va establir amistat amb Haydn, va conrear la relació amb Beethoven, i va prendre lliçons dels millors professors vienesos, Johann Georg Albrechtsberger i Antonio Salieri.
Reicha es va establir permanentment a París el 1808 on va atènyer el 1818 la plaça de professor de contrapunt i fuga al Conservatori de la ciutat. Molts dels compositors capdavanters del romanticisme va tenir infinitat d'alumnes i fou un gran admirador i també alumne i que el lloà molt en Jaques Auguste Delaire. La seua influència es va transmetre més enllà de la seua vida a través dels seus texts, especialment el Traité de haute composition musicale. Durant alguns anys el va substituir en aquesta funció el compositor i teòric de la música, francès, August Barbereau.

## Obres

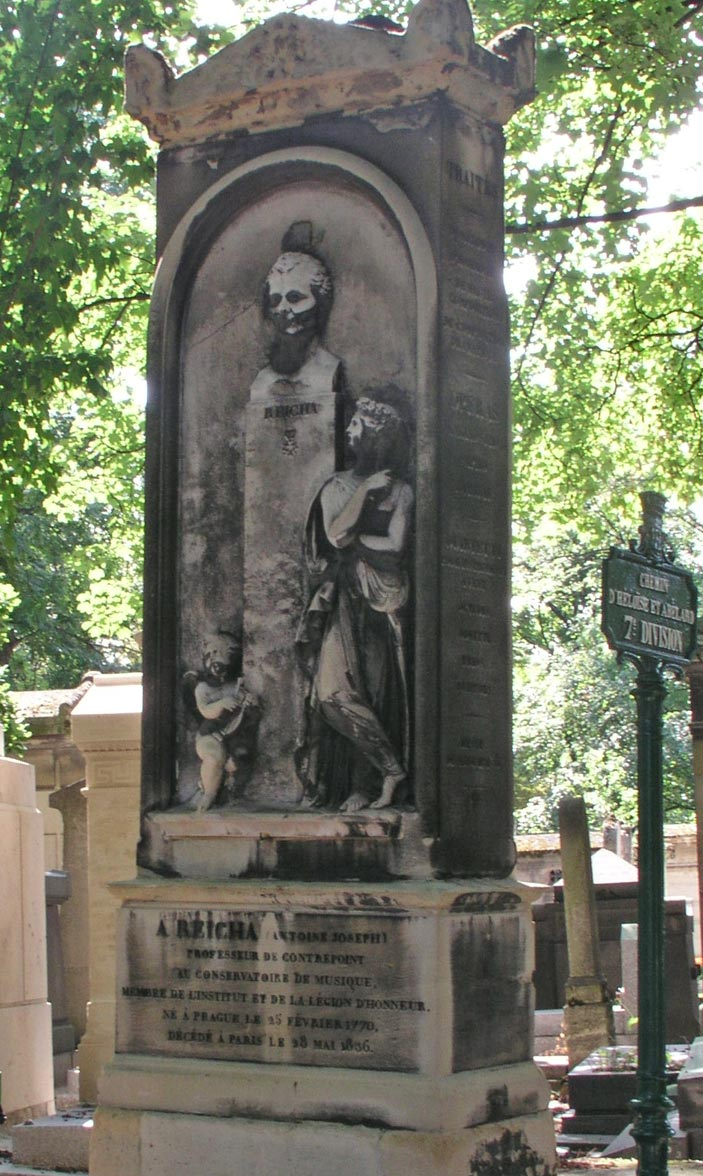
Monument fúnebre a Anton Reicha al cementiri del Père-Lachaise, París

És recordat avui dia per la seua substancial contribució a la literatura per a quintet de vent, vint-i-cinc obres escrites a París entre el 1811 i el 1820, que van gaudir de gran difusió arreu d'Europa. Reicha va reivindicar en les seues memòries que els seus quintets de vent van omplir un buit: "En aquell temps, hi havia una absència de bona música per a quintet de vent, simplement perquè els compositors en desconeixien la tècnica.". Avui dia alguns dels quintets de vent de Reicha s'interpreten regularment i tots han estat gravats.
Va compondre de manera prolífica moltes altres obres, incloent-hi vuit simfonies, algunes amb els moviments connectats des del punt de vista temàtic, set òperes, música per a piano, dos conjunts de variacions i un conjunt de treta-sis fugues; sonates per a violí i trios amb piano, cinc quintets per a vent i corda, 24 trios per a tres trompes (Op.82, publicats a París, 1815); deu quintets de corda, quatre quintets per a violoncel sol i quartet de corda i sis per a quartet de corda i una segona viola; almenys trenta-set quartets de corda, dels quals només tres van ser interpretats durant el Segle XX. Els vuit quartets de corda de Viena (1801-5) es troben entre les seues obres més importants. Tot i ser llargament ignorats després de la seua mort, van ser obres molt influents durant la seua vida, deixant la seua empremta sobre els quartets de Beethoven i Schubert. La primera edició moderna de les partitures dels quartets de Viena va ser publicada en juny de 2006].
Els seus escrits teòrics van ser:
- Traité de mélodie (1814);
- Cours de composition musicale (1818);
- Traité de haute composition musicale (2 vols. 1824–1826; amb traducció alemanya de Carl Czerny apareguda al voltant del 1835). La seua obra principal.
- L'art du compositeur dramatique (4 vols., 1833). Tractat de la composició d'òpera que subministra informació sobre les tècniques d'interpretació del seu temps.

## Alumnes d'Anton Reicha
- Emile Douai,[2]
- Henri-Louis Blanchard,[3]
- Louis François Dauprat,[4]
- Henri-Catherine-Camille, Comte de Ruolz,[5]
- Mezerai,
- Franz Liszt,
- Louis Hector Berlioz,
- els parisencs Louise Farrenc,[6] i Eugène Sauzay.[7]
- Charles Gounod breument,
- César Franck,
- Adolphe Vogel,
- el bordelès Jean-Henri Ravina
- el belga Albert Grisar,[8]
- Amédée Méreaux[9]
- Jean-Baptiste Guiraud (1803-1883),[10]
- Alphonse Le Duc (1804 - 1868).[11]